# Dolenjska
1. Litoral
2. Craina: 2a Craina de Sus, 2b Craina Interioară, 2c Dolenjska (Craina de Jos)
3. Carintia
4. Stiria
5. Prekmurje

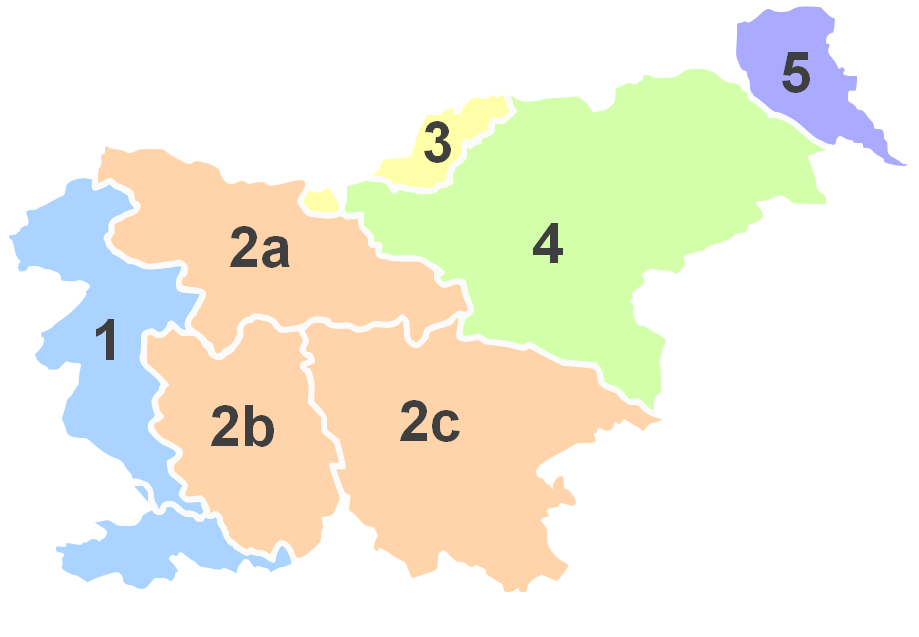
Regiunile tradiționale din Slovenia.

Dolenjska (Craina de Jos; în slovenă Dolenjska, în germană Unterkrain) este o regiune tradițională din Slovenia, partea de sud-est a regiunii istorice Craina.

## Geografie
Dolenjska este delimitată de Bazinul Ljubljana cu orașul Ljubljana la nord-vest, de râul Kolpa și granița cu Croația cu Munții Gorjanci la sud și sud-est, de râul Sava la nord și nord-est și de Muntele Krim, Podișul Bloke și Podișul Potok (în slovenă Potočanska planota) spre vest. Cea mai sudică regiune până la granița cu Croația pe râul Kolpa se numește Craina albă și, de obicei, este considerată parte din Craina Inferioară.
În platoul carstic Kočevje Rog, munții ating o altitudine de până la 1.099 m. Centrul istoric al regiunii este Novo Mesto, iar alte orașe includ Kočevje, Grosuplje, Krško, Trebnje, Mirna, Črnomelj, Semič și Metlika.

## Istorie
În secolul al XVII-lea, ducatul Habsburgic Craina a fost spart în trei regiuni administrative (districte). Divizarea a fost descrisă în detaliu de Johann Weikhard von Valvasor  în lucrarea sa din 1689 Gloria Ducatului Craina. Deși majoritatea populației vorbea slovena, exista o enclvă germanofonă în jurul orașului Kočevje din sud.
Împărțirea a rămas în vigoare, în diferite forme, până în anii 1860, când vechile districte au fost abolite, iar Craina de Jos a fost împărțită în alte 3 districte mai mici: Novo Mesto (Rudolfswert), Kočevje (Gottschee) și Krško (Gurkfeld). 

## Galerie de imagini

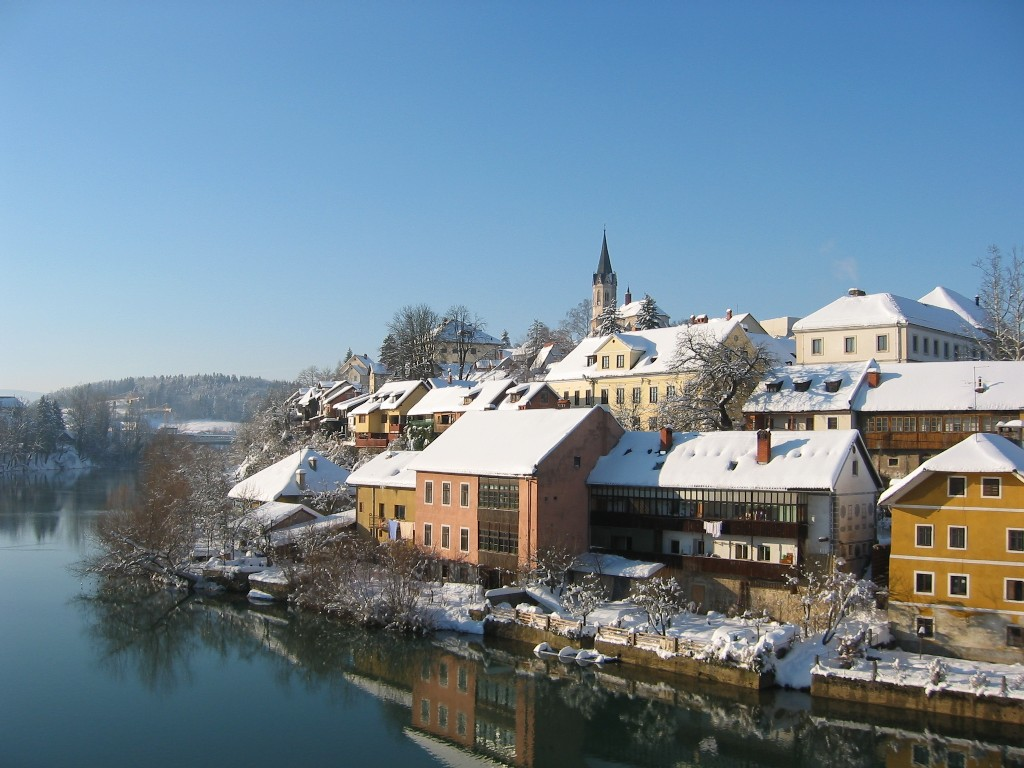
Novo Mesto
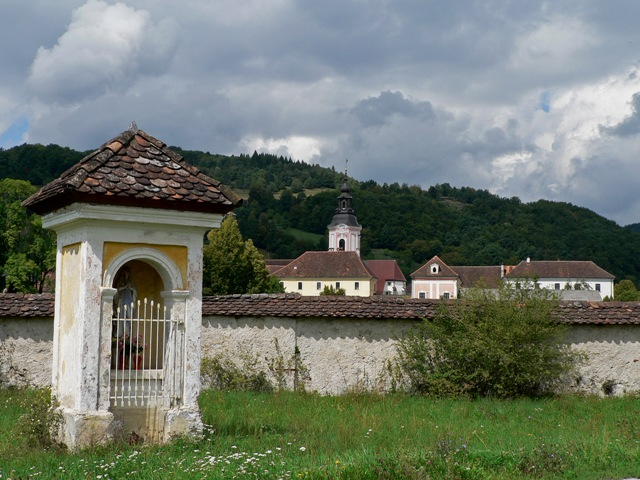
Abația Stična
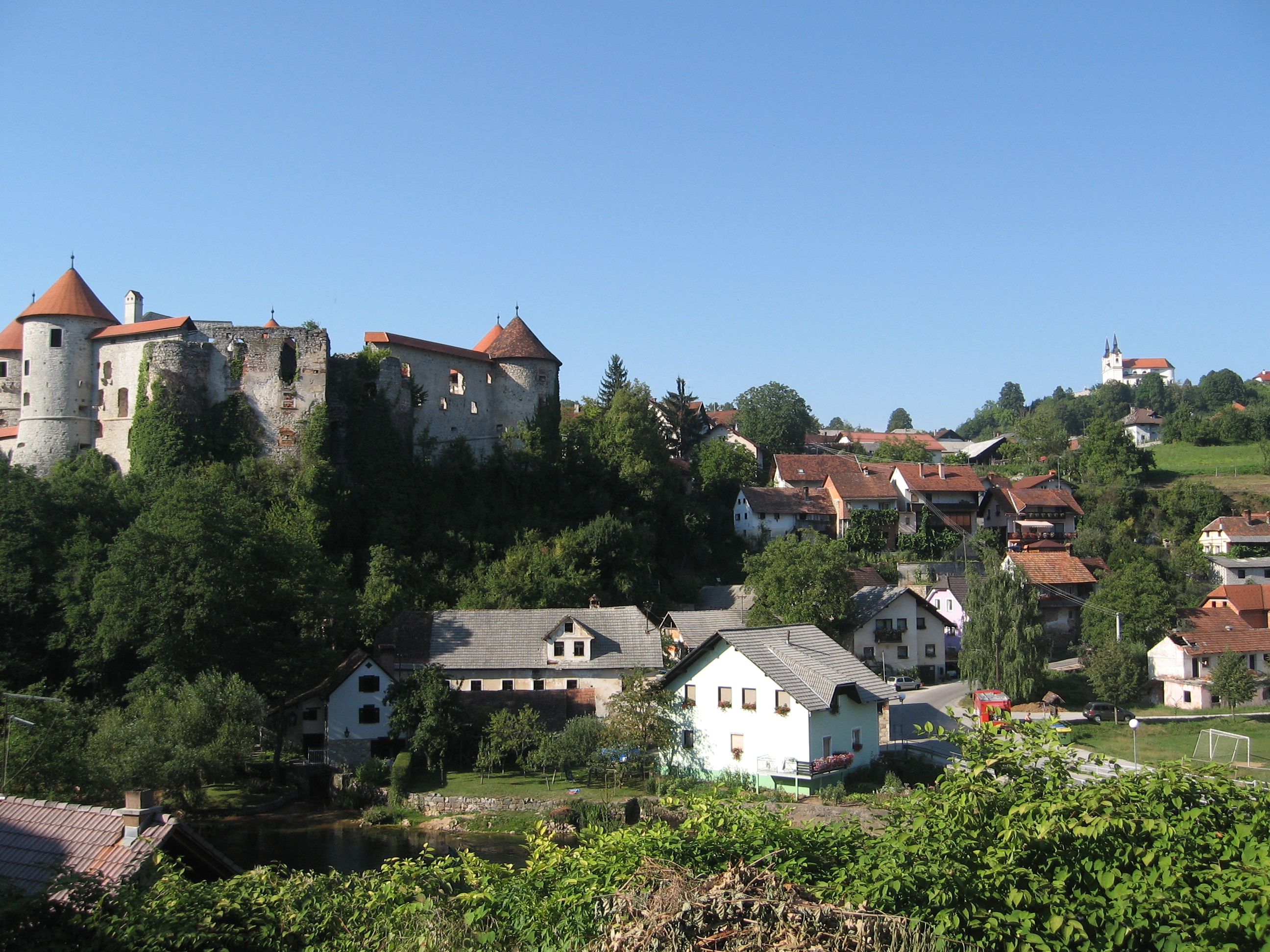
Žužemberk
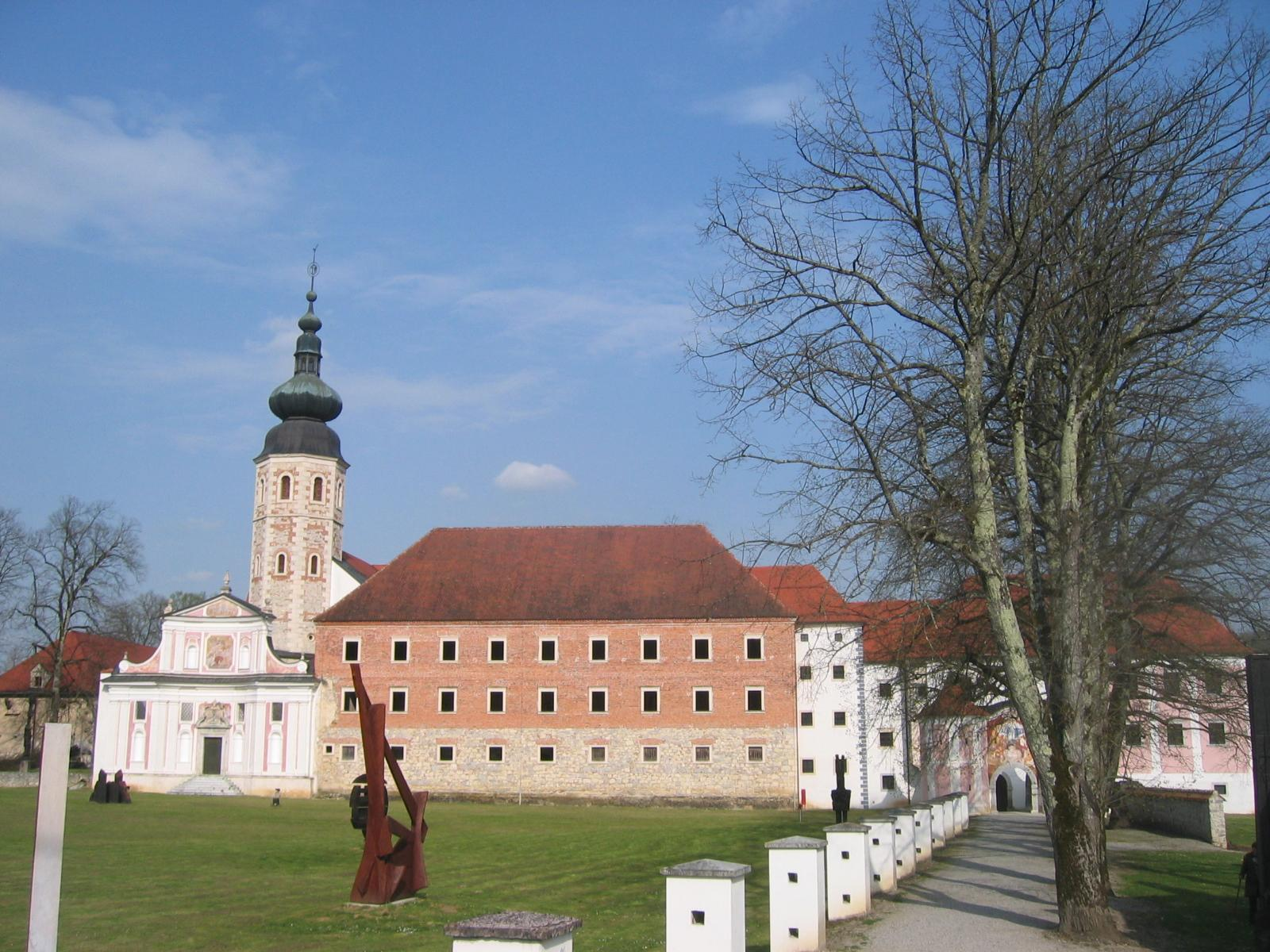
Mănăstirea Kostanjevica na Krki
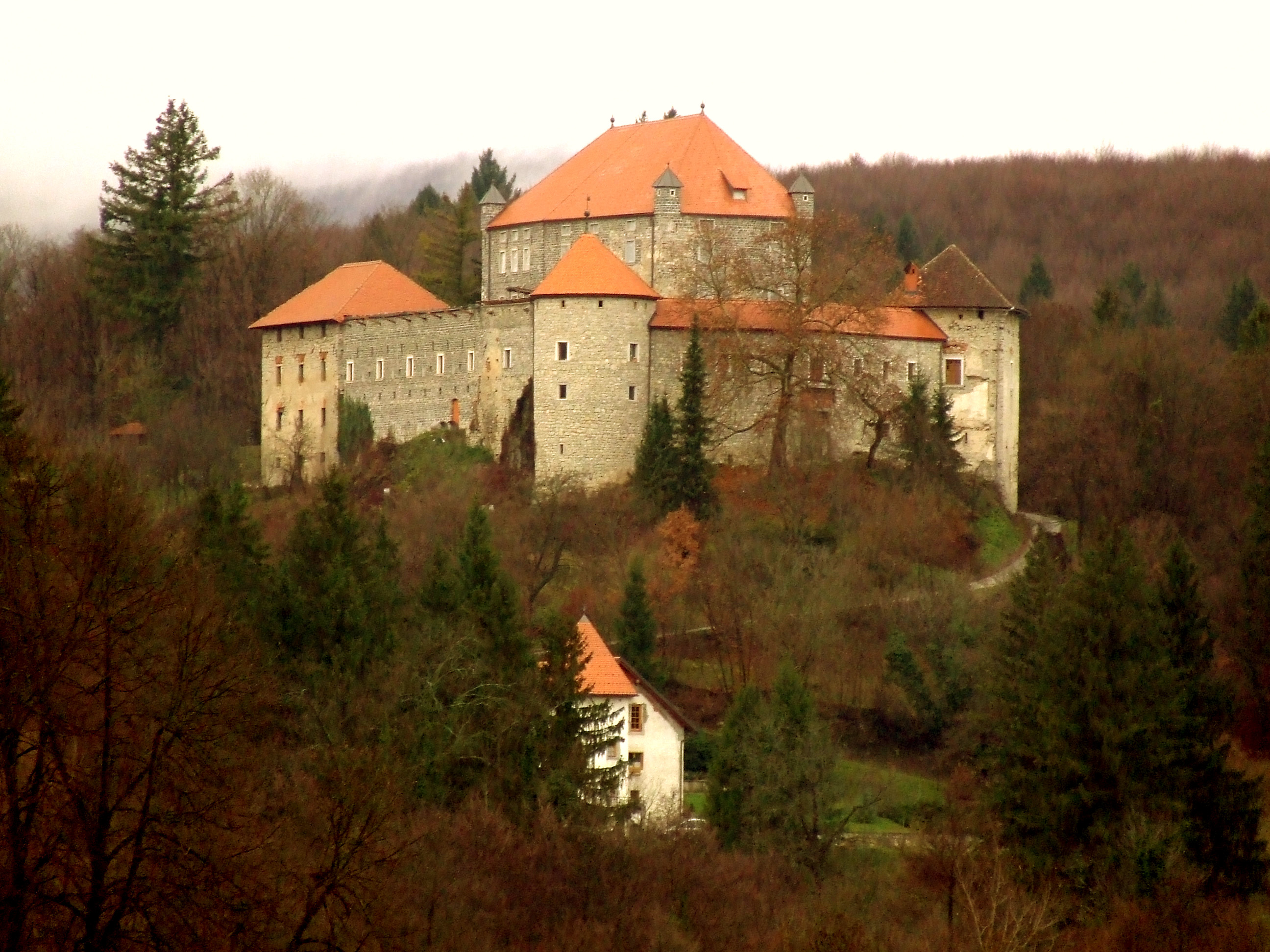
Castelul Mirna
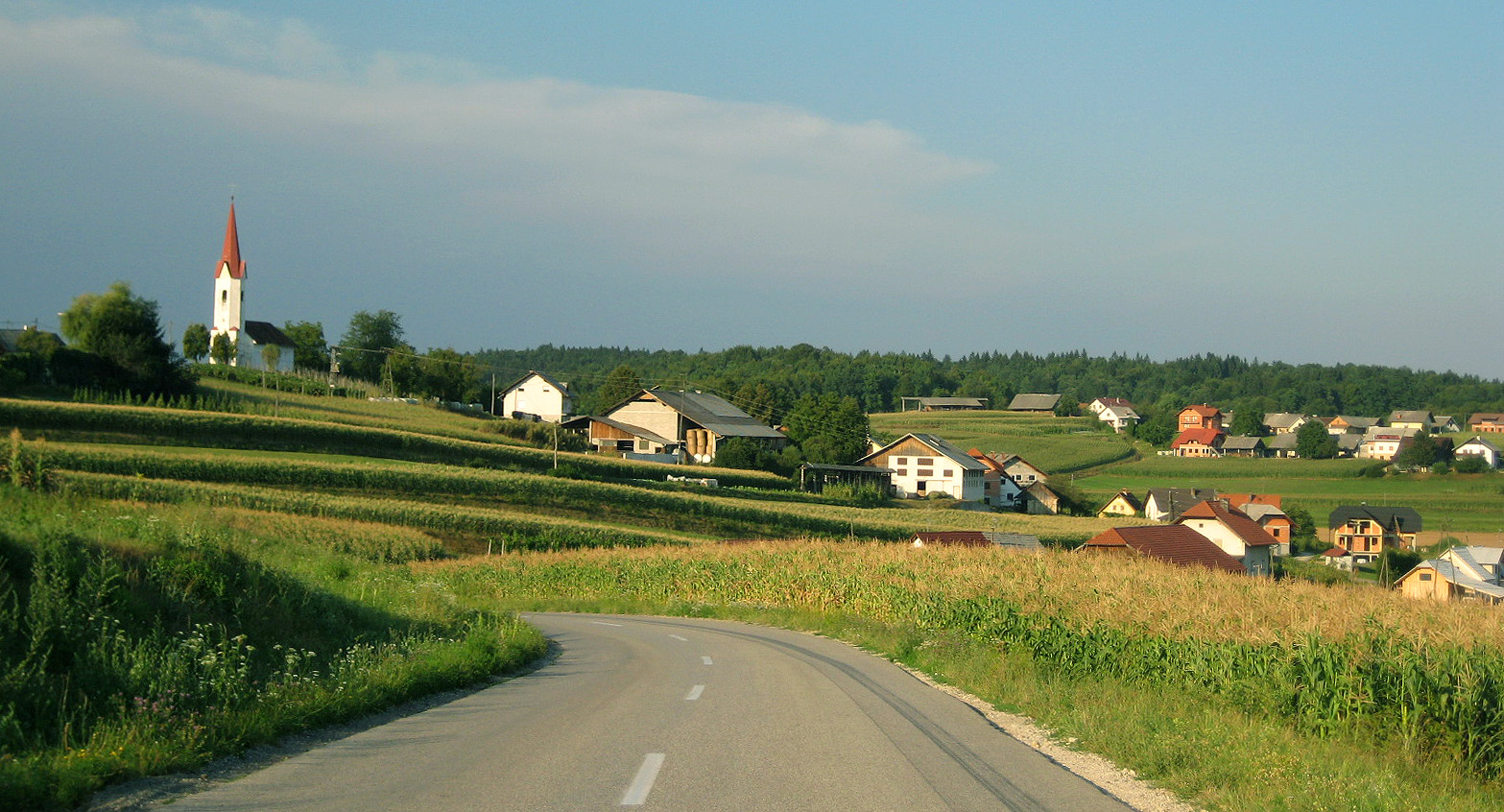
Peisaj rural lângă Trebnje
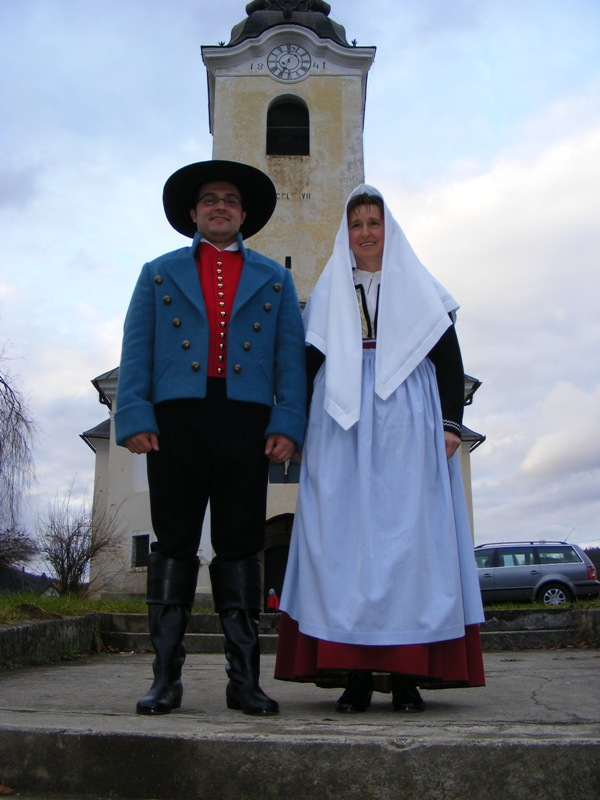
Costume populare din regiune